# 菜园遗址
菜园遗址、菜园村遗址，位于中华人民共和国宁夏回族自治区中卫市海原县菜园村周围，是由7处新石器时期遗址组成的遗址群。考古学上，称为菜园文化:46。
该遗址于1984年被首次发现，并于1985年至1988年展开发掘，出土了大量石器、陶器等文物。2006年，菜园遗址被列为全国重点文物保护单位。

## 历史
1984年，宁夏文物考古研究所在文物普查中于海原县菜园村发现此新石器时代的切刀把墓地。1985年秋，宁夏文物考古研究所在此对菜园村周边地区进行普查，新发现了马缨子梁、林子梁、石沟等三处新石器时代遗址和二岭子湾、寨子梁、瓦罐嘴等三处墓地。1985年秋至1988年，考古工作人员试掘了上述七处遗址。在这段时间的发掘中，考古队员共清理出297个探方，总揭露面积达到6921平方米，清理出15座房址、65个窖穴及灰坑、1条灰沟、1座窑址和138座墓葬:2-4。2006年，菜园遗址被列为全国重点文物保护单位。2013年，菜园遗址的保护规划立项得到国家文物局批复同意。2015年，宁夏回族自治区文物局所做出的防洪护坡、巡回道路等保护设施建设项目得到国家文物局批复同意。

## 结构
菜园遗址是一处距今5000余年的新石器时期文化遗址群，根据分布位置和遗址性质可分为马缨子梁、林子梁、石沟等三处新石器时代遗址和二岭子湾、寨子梁、瓦罐嘴、切刀把等四处墓地。:5-322
- 马缨子梁遗址位于菜园村西侧马缨子梁梁顶及北坡，分布范围南北长95米，东西宽40米。考古队员在此区域发觉了15个探方，总揭露面积共计375平方米。在该区域考古队员清理出1条灰沟、5座窖穴以及2座灰坑，共出土2464块陶片，以及2把琢制石斧、2把磨制石刀、1件石镞、1件石楔、1件石球、1件石叶、1件骨针、1件骨笄、1件骨镞、1把陶刀、2件陶纺轮坯、1件陶球。
- 林子梁遗址位于菜园村南侧0.7公里的山腰和山脊上，分布范围南北长200米，东西宽60-100米，总揭露面积约1085平方米。该遗址包括8座窑洞式房址、5座半地穴式房址、57座灰坑或窖穴以及2座墓葬。从该遗址中，考古人员出土了109件石器，大多为打制加磨制或琢制加磨制；骨器出土85件，包括装饰配件和部分占卜用件、实用器等；农业和纺织业用陶器共计22件，陶制器皿494件，材质可分为泥制红陶和夹砂红陶两大类。
- 石沟遗址位于菜园村东南2公里处，该遗址现存范围东西宽30米，南北长50米，发掘面积共计100平方米，清理出1座灰坑和111块陶片。
- 切刀把墓地位于菜园村南1.5公里的一处坡地上，是菜园遗址最早被发现的区域。墓地范围约长100米，宽80米，中间隔有一条南北走向的现代小路。该遗址揭露面积2253平方米，清理出59座墓葬、2座房址和1处烧土面。墓葬以单人葬为主，合葬墓仅有3座。墓穴之间没有明显的等级划分，部分墓葬出现了叠压现象。墓葬种类包括竖穴土坑墓和竖穴侧龛墓两种，前者外形共有椭圆形、长方形和其他不规则形状，后者的形状有椭圆形、梯形和凸字形三种。出土的随葬品中有各类陶器789件，此外还出土有23件各类石器、11件骨器。
- 瓦罐嘴墓地位于菜园村西南0.7公里的缓坡上，分布范围4000平方米，揭露面积2500平方米，清理出44座墓葬。这些墓葬均为竖穴土坑墓，根据形状可分为筒装和袋装两种。个别墓葬超过4平方米，其余占地均只有2平方米左右。合葬墓仅有2座，其余均为单人葬墓。在该目的中出土1件玉凿、一组共计1064颗的骨串珠、打制和磨制石器若干和大量陶器。
- 寨子梁墓地位于菜园村东侧的寨子梁南坡，分布范围南北长200米，东西宽50米。该墓地被当地村民取土等活动破坏严重，清理时仅残存9座墓葬。墓葬根据形制可分为竖穴土坑墓、竖穴侧龛墓、洞室墓和洞室侧龛墓四种。共出土有1件石斧、1220颗骨珠以及84件各类陶器。
- 二岭子湾墓地位于菜园村南0.8公里处的陡坡上，其西北100米处为林子梁遗址。分布范围东西长200米，南北宽25米。该墓地在村民开垦荒地时被严重破坏，仅余3座墓葬，其中2座毁坏严重。其中2座为竖穴土坑墓，1座为竖穴侧龛墓。随葬品为33件各式陶器。